# Цай Ялинь
Цай Яли́нь (кит. упр. 蔡亚林, пиньинь Cai Yalin, род. 3 сентября 1977, Чэндэ) — бывший китайский стрелок, специализировавшийся в стрельбе из винтовки. Олимпийский чемпион.

## Карьера
Выступать в спортивной стрельбе Цай Ялинь начал в 1991 году. В 1997 впервые пробился в состав национальной сборной Китая.
В 1998 году на чемпионате мира в Барселоне занял седьмое место в стрельбе из пневматической винтовки, а на Азиатских играх в Бангкоке в той же дисциплине завоевал золотую медаль.
В 2000 году на этапе Кубка мира в Мюнхене завоевал бронзовую медаль, которая стала единственным кубковым успехом  в его карьере.
В том же году на Олимпиаде в Сиднее стал чемпионом в стрельбе из пневматической винтовки. Цай захватил лидерство уже после квалификации, а в финальном раунде смог его сохранить, установив олимпийский рекорд и на 1,3 балла опередил действующего олимпийского чемпиона Артёма Хаджибекова. В стрельбе из малокалиберной винтовки с трёх положений занял 38-е место.
В 2002 году на чемпионате мира в Лахти завоевал серебро в составе команды, а в личном первенстве занял только 22-е место. По окончании сезона завершил карьеру и перешёл на тренерскую работу.